# Matiyahu Straszun
Matiyahu Straszun lub Mathias Straszun (ur. 1817, zm. 1885) – rosyjski-żyd, bibliofil, twórca słynnej Biblioteki w Wilnie znanej jako Biblioteka Straszuna. 
Odebrał staranne wykształcenie świeckie jak i religijne. Był członkiem Rady Miejskiej Wilna oraz doradcą Carskiego Banku. 
Swoje zbiory składające się z 7 tys. woluminów przekazał wileńskiej gminie żydowskiej, zakładając tym samym przy Starej Synagodze słynną bibliotekę, przy której istniało także archiwum gromadzące materiały do dziejów Żydów w Polsce. Biblioteka i archiwum mieściły się w piętrowym budynku wzniesionym w 1892 obok synagogi. W 1927 Biblioteka Publiczna Żydowska im. Matityahu Straszuna w Wilnie liczyła około 19 000 woluminów. Była jednym z głównych centrów intelektualnych wśród środowisk żydowskich Wilna – 20-lecia międzywojennego.